# Неотриния
Неотриния (лат. Neotrinia) — род травянистых растений семейства Злаки (Poaceae), распространённый на юго-востоке Европейской части России, в Сибири, Западной, Средней, Центральной и Восточной Азии.
Род назван в честь немецко-российского ботаника Карла Антоновича Триниуса.

## Ботаническое описание
Многолетние травянистые растения, формирующие крупные плотные дерновины. Стебли голые, гладкие, 40—250 см высотой, 2—5 мм толщиной. Надземные побеги внутривлагалищные или смешанные, у основания без кожистых чешуевидных листьев. Листья плоские или вдоль свёрнутые, глубоко желобчатые, голые, 20—60 см длиной и 2—7 (10) мм шириной. Влагалища почти до основания расщеплённые, голые, снизу волокнистые, края реснитчатые. Язычки перепончатые, голые, 2,5—10 мм длиной.
Метёлки довольно густые, многоколосковые, яйцевидные, 15—50 см длиной, (4) 8—35 см шириной. Колоски ланцетные, 4—7 (8,5) мм длиной, с одним обоеполым цветком. Колосковые чешуи кожисто-перепончатые, 2,5—7,5 мм длиной. Нижние цветковые чешуи 3,5—7,2 мм длиной (без ости); их ости 4,6-12 мм длиной. Тычинок 3; пыльники жёлтые, 3,5—4,5 мм длиной. Зерновки веретеновидные, 2—4 мм длиной, рубчик линейный.

## Виды
Род включает 2 вида:
- Neotrinia chitralensis (Bor) M.Nobis[2]
- Neotrinia splendens (Trin.) M.Nobis, P.D.Gudkova & A.Nowak — Неотриния блестящая